# الأخصائي الاجتماعي في المدرسة
يقدّم الأخصائي الاجتماعي النصح والخدمات الاجتماعية والنفسية للأطفال والمراهقين في المدرسة في كل أمر صغير وكبير. يعمل الأخصائيون الاجتماعيون كخبراء في الصحة النفسية والعقلية، وقادة في التنمية الاجتماعية والعاطفي داخل المجتمع المدرسي، ومنسقي العلاقة بين العائلة والمدرسة، وخبراء تطوير البرامج. يهدفون إلى معالجة القضايا الطلابية من خلال أنظمة تتضمن التعامل مع الآباء والمدرسة والمجتمع. يعملون أيضًا من خلال التدخل عند الأزمات والعلاج الجماعي والتعرف على الأطفال الذين يعانون من التجاهل والأطفال الذين تم الاعتداء عليهم وتقديم التقارير عن ذلك، بالإضافة إلى تقديم خدمات متكاملة لأناس مختلفين على المستوى الثقافي والاقتصادي والعمل على قضايا السياسة التعليمية. معظم الأخصائيين الاجتماعيين في الولايات المتحدة حاصلون على درجة ماجستير في العمل الاجتماعي ونالوا تدريبًا متخصصًا في مساعدة الطلاب المرتادين للمدارس العامة.

## التاريخ

### الولايات المتحدة
بدأ العمل الاجتماعي المدرسي في السنة الدراسية 1907-1908 وأُسس في مدينة نيويورك وبوسطن وشيكاجو ونيوهايفين وكونكتيكات بشكل آني. في بداية الأمر، كان الأخصائيون الاجتماعيون معروفون بداعمي المهاجرين الجدد وعاملي الرعاية الاجتماعية لتحقيق العدل والمساواة لأصحاب مستوى المعيشة المنخفض بالإضافة إلى الأخصائيين زوار المنازل. أدت هذه العملية الكبيرة غير المعلنة إلى توسيع خدمات العمل الاجتماعي المدرسي بتشجيع من المجتمع.
بحلول عام 1900، طبقت قوانين إجبارية للالتحاق بالمدارس على أكثر من ثلثي الولايات وقبل عام 1918 كانت قد طُبقت على كل الولايات اعتمادًا على فلسفة الانضمام التي تجعل الالتحاق بالمدارس حقًا إجباريًا لضمان حصول الجميع بفروقهم الفردية بما فيها الفرق في معدل التعلم على فرصة متساوية. استُبدل عاملو شؤون التلاميذ هؤلاء أو عاملو رعاية التلاميذ بالأخصائيين زوار المنازل وأُطلق عليهم لاحقًا أخصائيي الحالات المدرسية. أدخلوا قيمًا وابتكروا وسائل في عملهم مثل المدارس الخاصة والمساعدة النفسية الاجتماعية والإحالات والتدخل الأسري.
دعمت دراسة عن التهرّب من المدرسة أجريت في شيكاغو عام 1917 «وجود الحاجة لضباط حضور المدارس الذين يتفهمون العيوب الاجتماعية في المجتمع» وكان الأخصائيون الاجتماعيون الخيار الأمثل لهذه المسؤولية. كرَست ماري ريتشموند، أحد الأشخاص المؤسسين للعمل الاجتماعي، فصلًا كاملًا للأخصائي الزائر في كتابها الصادر عام 1922 الذي يتحدث عن «ما هو عمل أخصائي الحالات المدرسية؟»، أثر نشاط التجربة على نمو العمل الاجتماعي في المدرسة أيضًا. واكتسب المعلمون من خلاله، معرفةً بالفروق الفردية وأهمية حاجة بعض الأطفال إلى الدوام في المدارس والأطفال الذين لديهم اضطرابات اجتماعية متعلقة بنتائج اختباراتهم. أثناء هذا الوقت في النهاية، عبر القادة في هذا المجال مثل سوفونيسبا بريكنريدج عن قلقهم بشأن كيفية ارتباط المدرسة والتعليم بالنجاح والسعادة في المستقبل، وأفصحوا عن الحاجة إلى الاتصال بين المدرسة والمنزل للتوفيق بين احتياجات الأطفال.
لاحقًا في 1920، مع حركة الصحة العقلية، كان الأخصائيون الاجتماعيون قلقون من معالجة الاضطرابات العصبية والمشاكل السلوكية لدى الأطفال العسِرين والوقاية من عدم التكيف الاجتماعي، كانت هذه بداية الدور العلاجي للأخصائيين الاجتماعيين. تراجع عمل الأخصائي الاجتماعي كما الاستشارة المدرسية أثناء الكساد الكبير في الثلاثينيات. رأت الحركة التقدمية لقوانين العمل العادل عام 1938 أنه يجب على جهود العمل الاجتماعي أن تبدأ في المدارس كما أن برامج الاستيطان المجتمعي لها أيضًا نصيب في إنمائها.
من 1940-1960، أصبح العمل على الحالات الفردية والمجموعات في المدارس تخصصًا مُقررًا. في 1960، دعت حقوق الطلاب لأهمية تطوير سياسات وإصلاحات المدرسة بواسطة الأخصائيين الاجتماعيين. تأثر الأخصائيون الاجتماعيون بالإصلاحات الحكومية والبحوث التربوية. أصبح الأخصائيون مطالبون بمعالجة احتياجات الطلاب بالإضافة إلى تحديد أسباب مشاكل الطلاب في المدرسة. اعتُبر الأخصائي الاجتماعي خبيرًا حينئذ، يمكنه مساعدة الطلاب لتخطي عدة مشاكل نفسية.
أكد العمل الاجتماعي المدرسي في السبعينيات على مواضيع العائلة والمجتمع والمنهج التكاملي مع المعلمين والعاملين الآخرين بالمدرسة. في 1975، قررت الولايات المتحدة تنفيذ قانون تعليم كل الأطفال المعاقين ما أعطى أهمية خاصة لدور خدمات الأخصائي الاجتماعي في المدرسة. أُعيدت تسمية هذا التشريع وأصبح قانون تعليم الأفراد ذوي الإعاقة عام 1990. وفي أواخر السبعينيات، تصاعدت معدلات التضخم بدرجة كبيرة وهدد إيقاف تمويل المدارس وظيفة الأخصائي الاجتماعي، لا سيما أنه قد استُبدل العديد من الأخصائيين الاجتماعيين ببعض موظفي المدرسة الذين يؤدون أدوارًا مشابهة. أصدرت الهيئة الوطنية للعمل الاجتماعي منشورًا إخباريًا للفت النظر للقضية والحصول على استجابات من الممارسين. وعلى إثر هذا، أدارت الهيئة الوطنية للعمل الاجتماعي بحثًا وأعادت ما وجدته من دراسات الآخرين على أدوار الأخصائيين الاجتماعيين ونماذج الممارسة، واستأنفت العمل الاجتماعي المدرسي في توسعه.